# Ocqueville
Ocqueville település Franciaországban, Seine-Maritime megyében. Lakosainak száma 445 fő (2022. január 1.). Ocqueville Cany-Barville, Crasville-la-Mallet, Drosay, Néville, Saint-Riquier-ès-Plains, Sasseville és Vittefleur községekkel határos.

## Népesség
A település népességének változása:
| Lakosok száma | 453  | 448  | 461  | 449  | 450  | 451  | 453  | 445  | 445  |
|               | 2013 | 2015 | 2016 | 2017 | 2018 | 2019 | 2020 | 2021 | 2022 |